# Xã Preston, Quận Fillmore, Minnesota
Xã Preston (tiếng Anh: Preston Township) là một xã thuộc quận Fillmore, tiểu bang Minnesota, Hoa Kỳ. Năm 2010, dân số của xã này là 359 người.